# Picconia
Picconia es un género de plantas de la familia Oleaceae con dos especies. Es originario de Macaronesia.

## Etimología
El nombre del género fue dedicado a Giammaria Picconi, horticultor italiano del siglo XIX.

## Especies
- Picconia azorica (Tutin) Knobl., Notizbl. Bot. Gart. Berlin-Dahlem 11: 1028 (1934).
- Picconia excelsa (Sol.) DC., Prodr. 8: 288 (1844).